# ぼうえんきょう座ゼータ星
ぼうえんきょう座ζ星（ぼうえんきょうざゼータせい、ζ Tel, ζ Telescopii）は、ぼうえんきょう座で2番目に明るい恒星で4等星。
ぼうえんきょう座ζ星は、黄色巨星である。絶対等級は1.14等である。